# Primitive and Deadly
Singles
1. From the Zodiacal Light
Sortie : 18 juin 2014

Primitive and Deadly est le huitième album du groupe de musique américain Earth. Il fut produit par le label américain Southern Lord Records et sortit le 2 septembre 2014. Cet album comprend des collaborations avec Mark Lanegan et Rabia Shaheen Qazi de la formation musicale Rose Windows. Il s'agit du premier album du groupe depuis Pentastar : In the Style of Demons (1996) à inclure des voix. On retrouve également la contribution de Brett Netson de Built to Spill et de Jodie Cox de Narrow.
La première piste de l'album «From the Zodiacal Light» sortie le 18 juin 2014. En 2014, Le groupe réalisa une tournée mondiale pour présenter son nouvel album ,

## Membres
Earth
- Dylan Carlson – guitare
- Adrienne Davies – batterie
- Bill Herzog – basse

Collaboration
- Mark Lanegan – chant (2, 5)
- Rabia Shaheen Qazi – chant (3)
- Brett Netson – guitare
- Jodie Cox – guitare

Autres personnels
- Randall Dunn – production
- Samantha Muljat – art visuel